# Kenkokukai
La Kenkokukai (建国会) (Sociedad de la Fundación Nacional) fue una sociedad secreta japonesa fundada en abril de 1926. Fue formada por el simpatizante nazi Motoyuki Takabatake (高畠素之) junto con los anarquistas de Nagoya Shinkichi Uesugi (上杉慎吉) y Bin Akao (赤尾敏). Proclamó que su objeto era "la creación de un estado popular genuino basado en la unanimidad entre el pueblo y el emperador".

## Objetivos
Su programa socialista de estado incluía la demanda de "el control estatal de la vida de la gente para que entre los japoneses no haya un solo individuo desafortunado". La organización abrazó el panasianismo declarando que "el pueblo japonés que está a la cabeza del pueblo de color traerá al mundo una nueva civilización". En su momento estuvo a favor del sufragio universal.
La Kenkokukai trabajó en estrecho contacto con la policía para romper la huelga de los mineros en Totsige y otras huelgas en las fábricas de Kanegafuchi, los trabajadores del tranvía en Tokio y los agricultores arrendatarios en la prefectura de Gifu. En este período tenía unos 10.000 miembros. Wesugisoon se retiró en 1927, y los partidarios de Takabatake se marcharon después de su muerte en 1928. Tōyama Mitsuru (頭山満), de la Sociedad del Dragón Negro (黒龍会) fue nombrado presidente honorario, y Nagat, exjefe de policía, vicepresidente. Otros de esta nueva afluencia incluyeron a Ikyhara, Kida y Sugimoto. Akao era director de la liga, que organizó bandas de rompehuelgas y en 1928 bombardeó la embajada soviética. Su periódico Nippon Syugi era virulentamente anticomunista con lemas como "Muerte al comunismo, al bolchevismo ruso ya los partidos de izquierda y sindicatos de trabajadores".